# Collix blosyra
Collix blosyra là một loài bướm đêm trong họ Geometridae.